# Після потопу
Після потопу (швед. Efter floden) — антиутопічний роман шведського письменника Пера Крістіана Єрсільда, опублікований 1982 року.

## Історія написання
У 1960-ті роки Єрсільд працював військовим лікарем та брав участь у навчаннях, на яких проводили симуляцію ядерних ударів, досліджуючи можливі наслідки ядерної війни. Цей досвід Єрсільд використав при написанні роману «Після потопу». Письменник 5 років збирав матеріал для роману, зокрема його цікавили можливі довготривалі наслідки ядерної вийни та насамперед медичні аспекти цієї проблематики.

## Сюжет
В романі оповідається історія молодого чоловіка, який опинився на острові Готланд через 30 років після ядерного апокаліпсису. Людство приречене на вимирання. Єдиними мешканцями острова виявляється група колишніх в'язів, які вже доживають віку, та декілька релігійних жінок. Економіка і торгівля зводяться в цьому світі до обміну товарів та грабунку. Медичні послуги надає колишній бейсболіст, який в романі стає ментором головного героя. Несподіване прибуття на острів молодої фінської дівчини здається для всіх променем надії, проте врешті на всіх чекає похмурий кінець.